# Liberación miofascial
La liberación miofascial es una forma de terapia alternativa no respaldada por evidencia científica cuyos practicantes afirman es útil para tratar la inmovilidad y el dolor de los músculos esqueléticos al relajar los músculos contraídos, mejorar la circulación sanguínea y linfática y estimular el reflejo de estiramiento en los músculos.
El uso de la liberación miofascial como tratamiento no está respaldado por pruebas sólidas y su uso como reemplazo del tratamiento convencional para el cáncer corre el riesgo de causar daños.

## Historia
El enfoque de esta práctica fue promulgado como un concepto de medicina alternativa por el creador de la osteopatía, Andrew Taylor Still, y sus primeros estudiantes.
El término "miofascial" fue utilizado por primera vez en la literatura médica por Janet G. Travell en la década de 1940, en referencia a los síndromes de dolor musculoesquelético y los puntos gatillo. En 1976, Travell comenzó a utilizar el término "punto gatillo miofascial" y en 1983 publicó "Dolor miofascia y Disfunción: el Manual de los puntos gatillo".
El término exacto de "liberación miofascial" fue acuñado en la década de 1960 por Robert Ward, un osteópata que estudió con Ida Rolf, la creadora del rolfeo. Ward, junto con el fisioterapeuta John Barnes, son considerados los dos fundadores principales de la liberación miofascial. Ward sugiere también -en otras fuentes- que el término "liberación miofascial" se acuñó en 1981, al utilizarse como nombre de un curso impartido en la Universidad Estatal de Míchigan. Fue popularizado y enseñado a terapeutas, masajistas y terapeutas ocupacionales por John F. Barnes a través de sus seminarios.

## Descripción y base conceptual
La fascia es el componente de tejido blando del tejido conectivo que proporciona soporte y protección para la mayoría de las estructuras dentro del cuerpo humano, incluidos los músculos. La práctica osteopática sostiene que este tejido blando puede restringirse debido a una enfermedad psicógena, uso excesivo, trauma, agentes infecciosos o inactividad, lo que a menudo resulta en dolor, tensión muscular y disminución del flujo sanguíneo correspondiente.
En un artículo de Science-Based Medicine, la Médica Harriet Hall describió la liberación miofascial como un término general para varios tipos de manipulación física, y podría describirse más simplemente como una especie de masaje basado en nociones científicas vagamente definidas.
Los practicantes afirman que tratan la inmovilidad y el dolor del músculo esquelético relajando los músculos contraídos. Se afirma que la retroalimentación palpatoria por parte del practicante es una parte integral para lograr la liberación de tejidos miofasciales, lograda relajando los músculos contraídos, aumentando la circulación y el drenaje linfático, y estimulando el reflejo de estiramiento de los músculos y la fascia suprayacente.
Los practicantes de liberación miofascial consideran la fascia y su músculo correspondiente como los objetivos principales de su procedimiento, pero afirman que otros tejidos también pueden verse afectados, incluidos otros tipos de tejido conectivo.

### Liberación Directa
La metodología directa (trabajo profundo de tejidos) pone a la restricción bajo tensión directa. Al tejido se le aplica una fuerza constante. El terapeuta utiliza sus dedos, nudillos, codos u otras herramientas para estirar la fascia restringida de manera lenta con fuerza constante hasta que la "liberación" se produce. La liberación directa pretende conseguir cambios físicos en la estructura estirando la fascia y liberando las restricciones.
Robert Ward sugiere que el método surgió en 1920 en las escuelas osteopáticas de William Neidner, momento en que fue llamado "giro fascial". El fisioterapeuta alemán Elizabeth Dicke desarrollo el masaje de tejido conjuntivo en 1920. Ida Rolf desarrollo la integración estructural en 1950, un sistema holístico de manipulación basado en el yoga, la osteopatía. Tras la muerte de la doctora Rolf en 1979 multitud de escuelas han adoptado y desarrollado sus teorías y sus técnicas. Muchos la consideran como la figura más significativa en esta disciplina.
Michael Stanborough toma prestados los principios de Rolfing y detalla los que se pueden aplicar para la técnica directa de liberación miofascial:
- La tierra en la superficie del cuerpo con la "herramienta" adecuada (nudillos, o el antebrazo, etc..).
- Hundir dedos en el tejido blando.
- Ponerse en contacto con la primera barrera o tejido bloqueado.
- Poner en una "línea de tensión".
- Involucrar a la fascia, tomando el relevo en el tejido.
- Por último, mover o arrastrar la fascia a través de la superficie, mientras que estar en contacto con las capas subyacentes.
- Salir con gracia.

### Liberación Indirecta
En el método indirecto se aplica un estiramiento leve, con solo unos gramos de presión, que permite a la fascia "desenredarse" (unwinding). Se guía a los tejidos hasta conseguir una libertad de movimiento.

## Efectividad
La Sociedad Estadounidense contra el Cáncer afirma que "Hay poca evidencia científica disponible para respaldar las afirmaciones de los proponentes de que la liberación miofascial alivia el dolor o restaura la flexibilidad" y advierte contra su uso como sustituto del tratamiento convencional contra el cáncer.
La mala calidad de la investigación sobre el uso de la liberación miofascial para afecciones ortopédicas impide extraer conclusiones sobre su utilidad para este propósito.
En 2011, la Autoridad de Normas de Publicidad del Reino Unido (Advertising Standards Authority, ASA ) resolvió que no existían pruebas científicas suficientes que indicasen que la liberación miofascial era eficaz para cualquier enfermedad. Esto al ratificar una queja sobre las afirmaciones de eficacia publicadas en un folleto publicitario elaborado por el servicio de atención médica de liberación miofascial de Reino Unido (Myofascial Release UK). El Consejo de la ASA dictaminó que los materiales presentados por Myofascial Release UK en apoyo a las afirmaciones hechas en su anuncio eran inadecuados para establecer un "cuerpo de evidencia científica sólida" que sustentara la gama de afirmaciones de Myofascial Release UK. Además, la ASA determinó que el anuncio infringía las reglas de publicidad al introducir el riesgo de que los lectores fueran inducidos a no buscar otros tratamientos médicos esenciales.
Las revisiones publicadas en 2013 y 2015 que evaluaban la evidencia de la eficacia de la liberación miofascial encontraron que los ensayos clínicos realizados variaban en calidad, técnica y medidas de resultado. Teniendo resultados mixtos; la revisión de 2015 señaló: "es hora de que las evidencias científicas sobre la MFR apoyen su uso clínico". Otra revisión concluyó que se ha observado que el uso de rodillos de espuma o un masajeador de rodillos antes o después del ejercicio para la autoliberación miofascial disminuye el dolor muscular de aparición tardía y que la autoliberación miofascial parece no tener un efecto negativo sobre el rendimiento. Sin embargo, el momento y la duración óptimos de su uso requieren más estudios.